# Ja, vi elsker dette landet
Ja, vi elsker dette landet (Da, ljubimo to deželo) je državna himna Norveške. Besedilo je med letoma 1859 in 1868 napisal Bjørnstjerne Bjørnson, uglasbil pa jo je njegov bratranec Rikard Nordraak leta 1864. Prvič so jo javno predvajali 17. maja 1864 ob praznovanju 50. obletnice sprejetja ustave.

## Besedilo vnorveščini
1. Ja, vi elsker dette landet,

som det stiger frem,

furet, værbitt over vannet,

med de tusen hjem.

Elsker, elsker det og tenker

På vår far og mor

Og den saganatt som senker

drømmer på vår jord.
2. Dette landet Harald berget

med sin kjemperad,

dette landet Håkon verget

medens Øyvind kvad;
 
Olav på det landet malte
 
korset med sitt blod,
 
fra dets høye Sverre talte
 
Roma midt imot.
3. Bøndene sine økser brynte
 
hvor en hær dro frem,
 
Tordenskiold langs kysten lynte,
 
så det lystes hjem.

Kvinner selv stod opp og strede
 
som de vare menn;
 
andre kunne bare grede,
 
men det kom igjen!

4. Visstnok var vi ikke mange,

men vi strakk dog til,
 
da vi prøvdes noen gange,
 
og det stod på spill;
 
ti vi heller landet brente

enn det kom til fall;
 
husker bare hva som hendte

ned på Fredrikshald!

5. Hårde tider har vi døyet,
 
ble til sist forstøtt;
 
men i verste nød blåøyet

frihet ble oss født.

Det gav faderkraft å bære
 
hungersnød og krig,

det gav døden selv sin ære -
 
og det gav forlik.
6. Fienden sitt våpen kastet,
 
opp visiret for,
 
vi med undren mot ham hastet,
 
ti han var vår bror.
 
Drevne frem på stand av skammen
 
gikk vi søderpå;
 
nu vi står tre brødre sammen,
 
og skal sådan stå!

7. Norske mann i hus og hytte,
 
takk din store Gud!
 
Landet ville han beskytte,
 
skjønt det mørkt så ut.
 
Alt hva fedrene har kjempet,
 
mødrene har grett,
 
har den Herre stille lempet

så vi vant vår rett.

8. Ja, vi elsker dette landet,
 
som det stiger frem,
 
furet, værbitt over vannet,
 
med de tusen hjem.
 
Og som fedres kamp har hevet
 
det av nød og seir,
 
også vi, når det blir krevet,
 
for dets fred slår leir.